# Svarthättad rosella
Svarthättad rosella (Platycercus venustus) är en fågel i familjen östpapegojor inom ordningen papegojfåglar.

## Utseende och läte
Svarthättad rosella är en ljusgul rosella med svart hjässa som kontrasterar med vita kinder. I övrigt är den övervägande ljus gul och svart ovan, med blått i vingar och stjärt och rött under stjärten. Lätet är klart och dubblerat, ofta upprepat. Även tjattrande och skallrande läten kan höras.

## Utbredning och systematik
Fågeln förekommer i Australien från Kimberley Range till gränsen mellan Northern Territory och Queensland. Den behandlas antingen som monotypisk eller delas in i två underarter med följande utbredning:
- Platycercus venustus venustus – norra Northern Territory och nordvästra Queensland
- Platycercus venustus hilli – nordöstra Western Australia och nordvästra Northern Territory

## Levnadssätt
Svarthättad rosella hittas i öppen skog och skogslandskap, ofta intill bäckar och åar. Den ses vanligen i par eller smågrupper och kan vara svår att upptäcka.

## Status
Arten har ett stort utbredningsområde och beståndet anses stabilt. Internationella naturvårdsunionen IUCN listar den därför som livskraftig (LC).

## Bilder

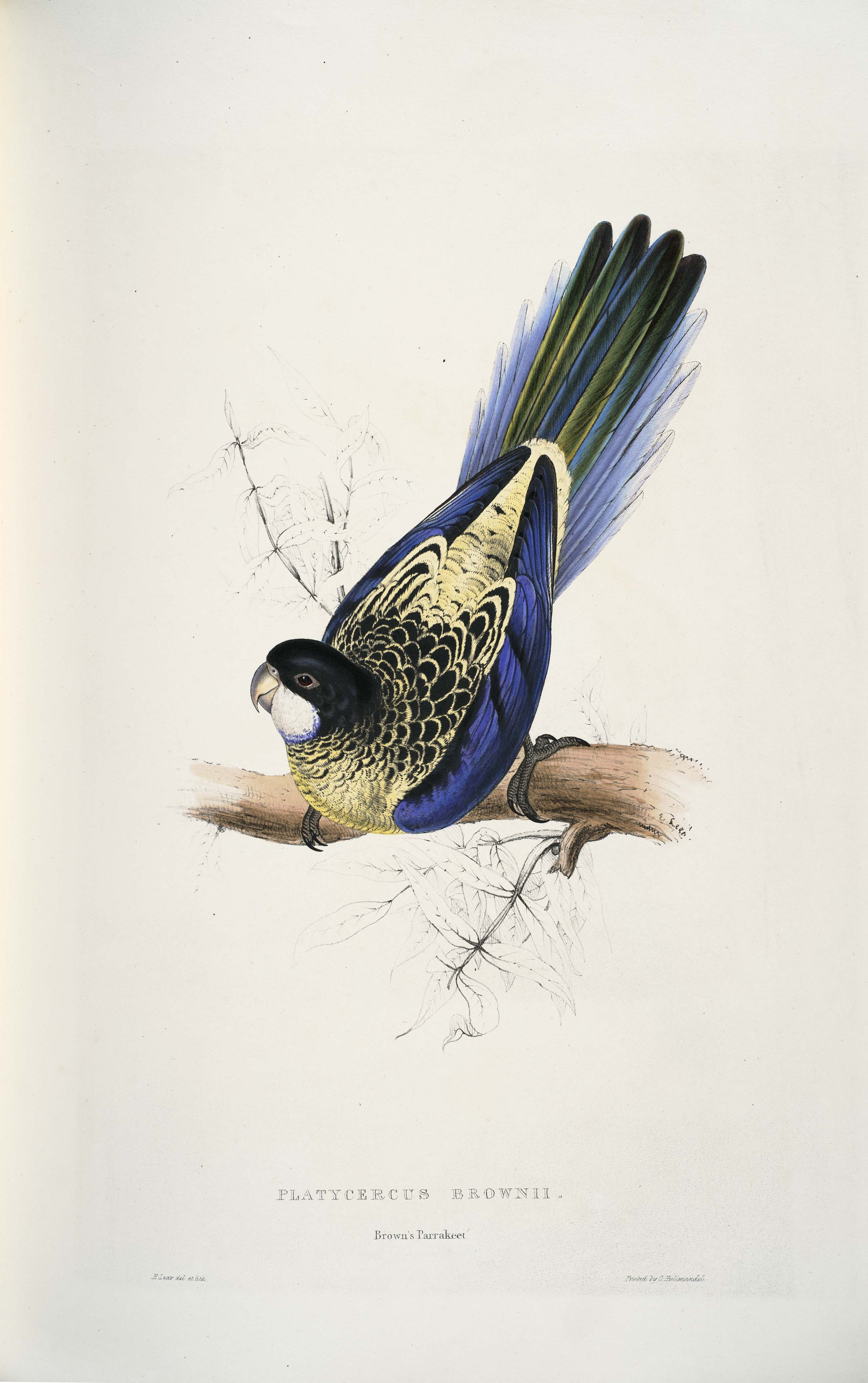
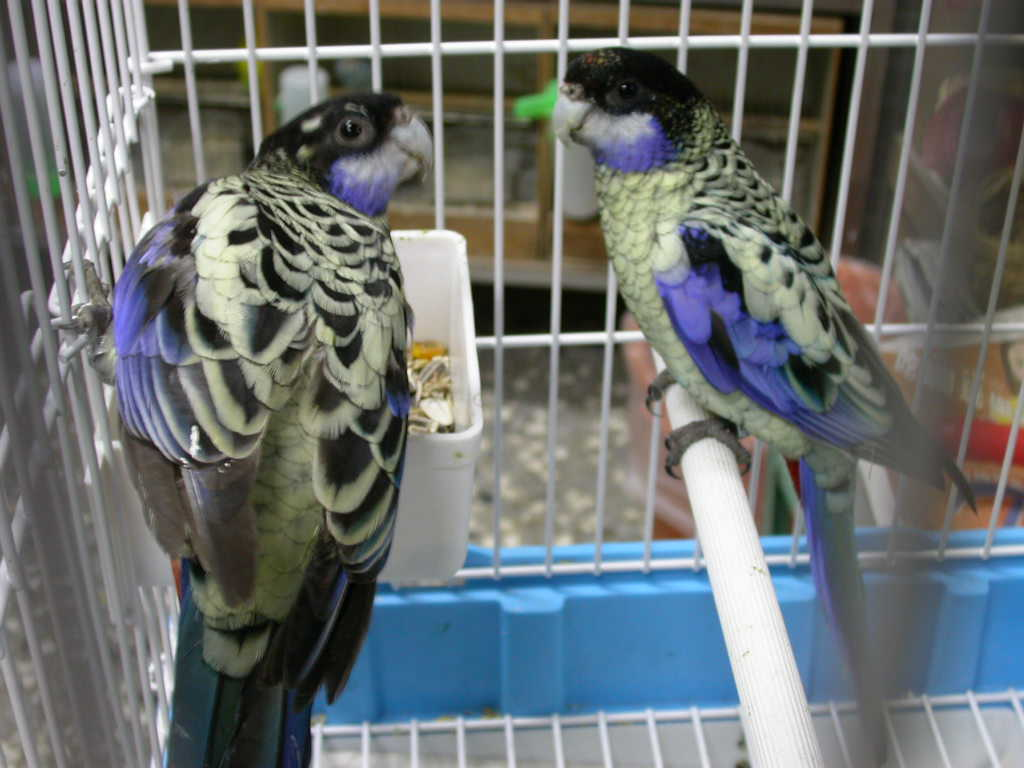